# Tea Falco
 (juin 2025).
Si vous disposez d'ouvrages ou d'articles de référence ou si vous connaissez des sites web de qualité traitant du thème abordé ici, merci de compléter l'article en donnant les références utiles à sa vérifiabilité et en les liant à la section « Notes et références ».
Tea Falco, née le 11 août 1986 à Catane en Sicile en Italie, est une actrice et photographe italienne. Elle est principalement connue pour son rôle dans le film  Moi et toi de Bernardo Bertolucci sorti en 2012.

## Biographie
Elle débute comme photographe puis comme actrice pour le théâtre. Au cinéma, elle obtient d'abord un rôle secondaire dans le film I Vicerè de Roberto Faenza en 2007 puis l'un des rôles principaux dans le film Moi et toi (Io e te) de Bernardo Bertolucci en 2012 qui la révèle en Italie.

## Filmographie

### Au cinéma
- 2007 : I Vicerè de Roberto Faenza
- 2012 : Moi et toi (Io e te) de Bernardo Bertolucci
- 2014 : Sotto una buona stella de Carlo Verdone
- 2018 : Une famille italienne (A casa tutti bene) de Gabriele Muccino

### À la télévision
- 2012 : Montalbano, premières enquêtes (Il giovane Montalbano), épisode Ferito a morte.
- 2013 : 1992 de Giuseppe Gagliardi

### Au théâtre
- 2004 : Fumo negli occhi d'Alessandro Idonea
- 2005 : Inversione sessuale de Francesco Mazzullo
- 2006 : La villa incantata de Vincenza Tomaselli
- 2007 : In a bed de Gaetano Lembo
- 2008 : Delitti esemplari de Claudio Mazzenga

## Prix et distinctions notables

### Comme photographe
- Premio Basilio Cascella (it) en 2011.

### Comme actrice
- Ruban d'argent européen en 2013 pour Moi et toi.

## Source
- (it) Cet article est partiellement ou en totalité issu de l’article de Wikipédia en italien intitulé « Tea Falco » (voir la liste des auteurs).